# John Grass

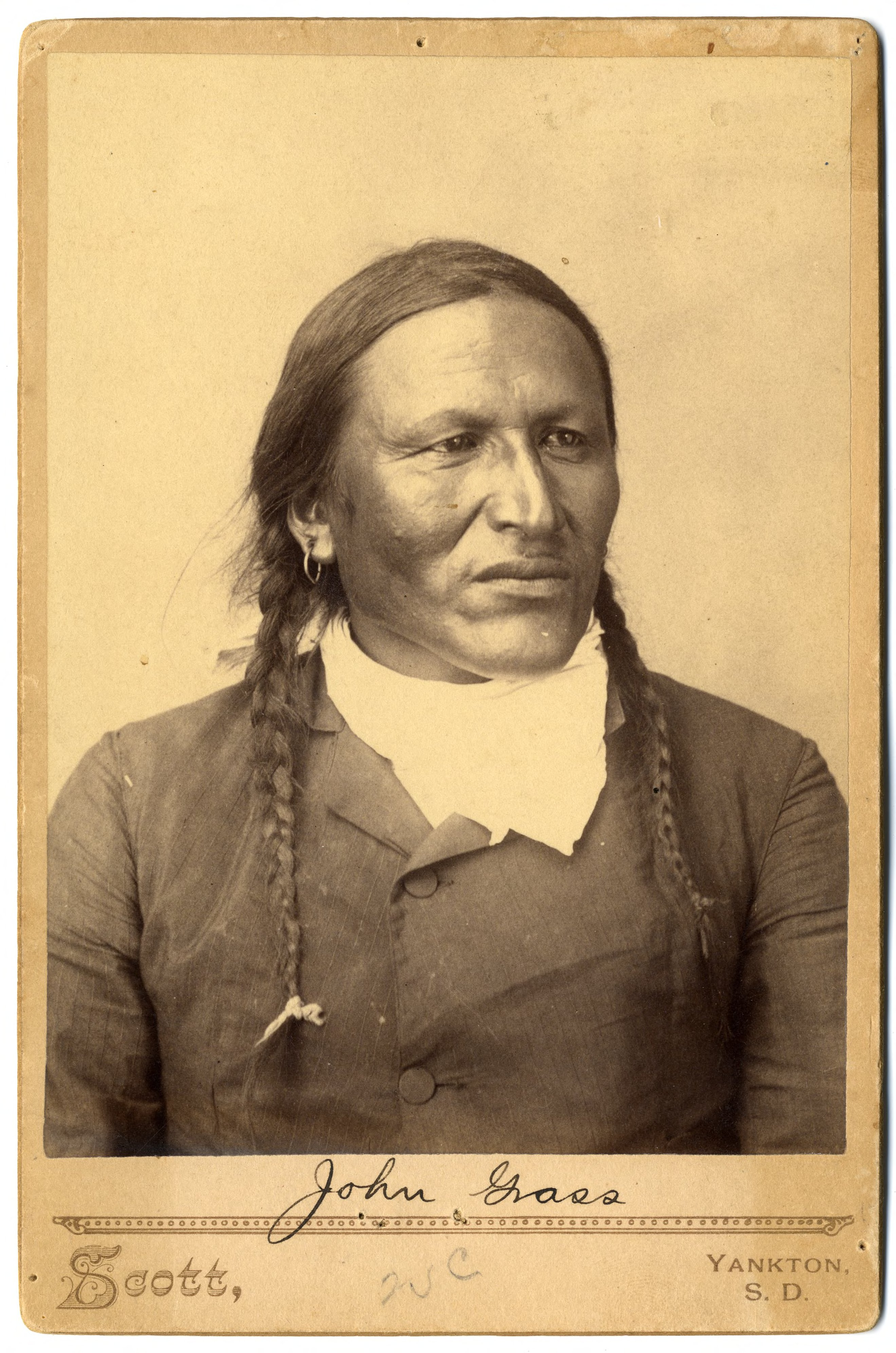
John Grass, 1880er.

John Grass oder Charging Bear (englisch, deutsch: Angreifender Bär; Lakota: Matȟó Watȟákpe – Angreifender Bär; * ca. 1836; † 10. Mai 1918) war ein Häuptling der Sihásapa-Lakota (Blackfoot-Sioux) in den 1870er bis 1890er Jahren. Er kämpfte in der Schlacht am Little Bighorn, Montana, mit. Im Sommer des 1873 führte er seine Krieger, bestehend aus Sihásapa-, Oglála- und Brulé-Lakota, gegen die Pawnee in Nebraska, in der Nähe des Republican River, wobei die Lakota zwischen 75 und 100 Pawnee-Männer mit größtenteils Frauen und Kindern töteten, obgleich die Schätzungen der Toten bei 156 lagen. Dieser Vorfall wurde Schlacht vom Massacre Canyon genannt.

## Hintergrund
In seiner Jugend war Grass als Matȟó Watȟákpe (Charging Bear) bekannt. Er wurde 1836 in der Nähe des Grand River im heutigen US-Bundesstaat South Dakota geboren. Sowohl sein Vater (Used as a Shield) als auch sein Großvater (Sí Čhóla – Bare Foot) waren wichtige Sihásapa-Anführer. Als er drei Jahre alt war, wurde Grass bei einer Jesuitenmission von Pierre-Jean De Smet, einem jesuitischen Pater, getauft. Grass heiratete drei Schwestern, darunter Cecilia Walking Shield, in einer Lakota-Zeremonie im Jahre 1867, wobei er und Cecilia ihr Ehegelöbnis 1894 in einer römisch-katholischen Zeremonie erneuerten. Einige Quellen geben an, dass Grass vier Kinder hatte; andere geben eine größere Anzahl an, aber viele starben in jungem Alter. Ein Sohn wurde Own's Spotted genannt und eine Tochter hieß Theresa Grass-Cross.
John Grass besuchte die Carlisle Indian Industrial School in Carlisle, Pennsylvania, wo er lesen und fließend Englisch sprechen lernte. Bei Verhandlungen mit der Regierung der Vereinigten Staaten setzte er seine Kenntnisse der englischen Sprache für sein Volk ein.

## Militärische und diplomatische Karriere
In den 1850er und 1860er Jahren nahm Grass an vielen Kämpfen gegen Stammesfeinde teil. Er war ein Mitglied der White Horse Rider Society. Grass nahm am Großen Sioux-Krieg von 1876-77 teil, wobei er auch in der Schlacht am Little Bighorn mitkämpfte. Ab den späten 1870ern bis zu seinem Tod diente er als oberster Richter des Court of Indian Offenses für die Standing Rock Agency in North Dakota. Zusammen mit seinem Freund, dem Hunkpapa-Häuptling Gall, setzte er sich für eine formale Bildung und eine landwirtschaftliche Lebensweise ein, um das Überleben seines Stammes zu sichern. Er bekämpfte die Bestrebungen der US-Regierung, den Lakota mehr Land zu nehmen, und führte 1888 einen breiten Widerstand gegen den Versuch der Pratt-Kommission an, die Great Sioux Reservation aufzulösen; jedoch wurde das Land 1889 unter der Aufsicht der Crooks-Kommission verkauft. Die US-Regierung versäumte es, ihre vertraglichen und gesetzlichen Verpflichtungen einzuhalten, und 1902 führte Grass eine Delegation nach Washington, D.C., um der Bundesregierung die Beschwerden der Lakota vorzutragen.

## Begegnung mit Frances Densmore
In den 1910er Jahren besuchte die Musikethnologin Frances Densmore die Lakota in deren Reservaten, um ihre Lieder und Zeremonien zu studieren und erstere mit ihrem Phonographen aufzunehmen, damit sie nicht verlorengehen und für die nächsten Generationen aufbewahrt sein würden.  Sie interessierte besonders der Sonnentanz der Sioux. 1918 veröffentlichte sie schließlich ihr Werk „Teton Sioux Music and Culture“.
„Die Studie der Autorin über den Sonnentanz wurde 1911 unter den Teton- und Yanktonai-Sioux auf dem Standing-Rock-Reservat in Nord- und Süd-Dakota gemacht. Der Hauptteil der Arbeit wurde über mehrere Wochen in einer Serie von Zusammenkünften in der Agentur von Standing Rock durchgeführt. 15 Männer nahmen daran teil, und mehr als 40 andere wurden zusätzlich befragt. Diese sorgfältig aufgesuchten Informanten lebten innerhalb eines Umkreises von ungefähr 80 Meilen.“

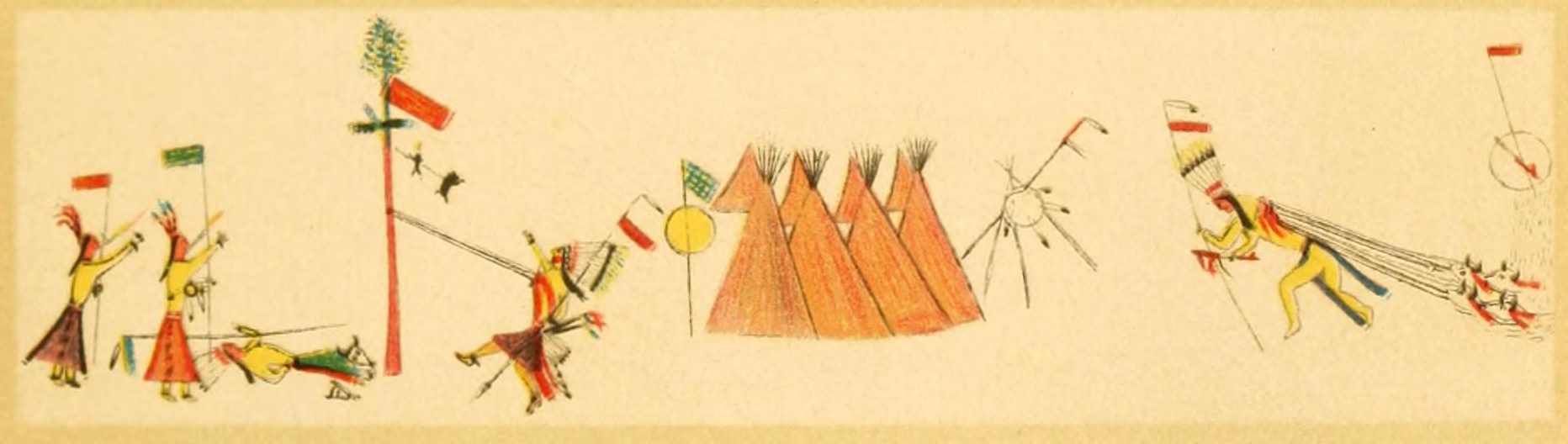
Lakota-Darstellung eines Sonnentanz-Zeremoniells, die in „Teton Sioux Music and Culture“ zu sehen ist.

Erwähnt wird dabei auch „ein berühmter Krieger, der an der Schlacht teilnahm, die als das Custer-Massaker [so wurde oft die Schlacht am Little Bighorn bezeichnet] bekannt ist“. Darauf folgt eine Aufzählung von Lakota- und Dakota-Sonnentanz-Teilnehmern, darunter John Grass:
„4. Peźi' (Grass [...]). Er trägt auch den Namen Mato'-wata'kpe (Charging Bear); am bekanntesten ist er jedoch als John Grass. Auch sein Vater wurde John Grass genannt, und zusätzlich trug er den Namen Waha'ćaŋka-yapi (Used-as-a-Shield); er war ein berühmter Krieger im Kampf gegen andere Stämme, aber den weißen Männern war er stets freundlich gesonnen. John Grass ist ein Teton und war ein erfolgreicher Anführer von Kriegszügen gegen die Mandan-, Arikaree- und Crow-Indianer. Als der Black-Hills-Vertrag und andere Verträge mit der Regierung gemacht wurden, war er der oberste Sprecher für den Stamm der Sioux. Seit dieser Zeit hat er sein Volk stetig beeinflusst, die Gepflogenheiten der Zivilisation anzunehmen. Er ist als Stammesvertreter in Washington gewesen und war 30 Jahre lang oberster Richter am Gericht für indianische Vergehen auf dem Standing-Rock-Reservat. Als junger Mann war er berufen worden, den Sonnentanzpfahl auszuwählen, aber er leistete niemals einen Sonnentanzschwur.“
Es ist auch ein Lied dokumentiert, das in Beziehung mit dem Namen John Grass steht – „Lied Nr. 191. Lied zu Ehren von John Grass“, gesungen vom Sioux Shoots First (Toke'ya-wića'o bzw. Tȟokéya Wičháo). Der Text des Liedes lautet:

| oya’te kiŋ waćiŋ’mayaŋ’pi ćaŋ’na he teĥi’hiya oma’wani Mato‘-wate’kpe heya’keya pelo‘ | der Stamm ist auf mich angewiesen daher durch Schwierigkeiten bin ich gegangen Charging Bear sagte dies (so wird berichtet) |

In der heutigen und heute gebräuchlichen Lakota-Orthographie des Lakota Language Consortium (LLC): „Oyáte kiŋ wačhíŋmayaŋpi čháŋna, hé theȟíȟiya omáwani.“ Matȟó Watȟákpe heyá kéyape ló. – „Wann immer das Volk auf mich angewiesen war, wanderte ich auf einem schwierigen Weg.“ Charging Bear sagte dies, so wird berichtet.
Der Text des Liedes weist auf die Wichtigkeit und die bedingungslose Aufopferung von John Grass für sein Volk hin, siehe hierzu die Abschnitte „Hintergrund“ (hier letzter Absatz) und „Militärische und diplomatische Karriere“.

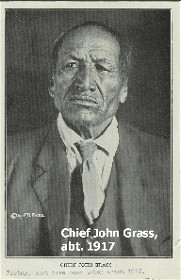
John Grass in alten Jahren, um 1917.

## Tod
John Grass starb am 10. Mai 1918 in seinem Haus in der Nähe von Fort Yates, North Dakota, in der Standing Rock Reservation.

## Vermächtnis
Grass führte seine Krieger 1873 in der Schlacht am Massacre Canyon in Nebraska an, in der eine Lakota-Kriegstruppe eine Gruppe von Pawnee auf Büffeljagd angriff. In der Nähe des Canyons wurde ein Denkmal errichtet, das an dieses Ereignis, eine der letzten großen Schlachten zwischen indianischen Stämmen in den Vereinigten Staaten, erinnert. Auf dem 35 Fuß hohen Granitobelisken ist das Gesicht von John Grass eingemeißelt, etwas höher und gegenüber dem Gesicht von Ruling His Son, einem Pawnee-Häuptling, der an jenem Tag ebenfalls an der Schlacht teilnahm.

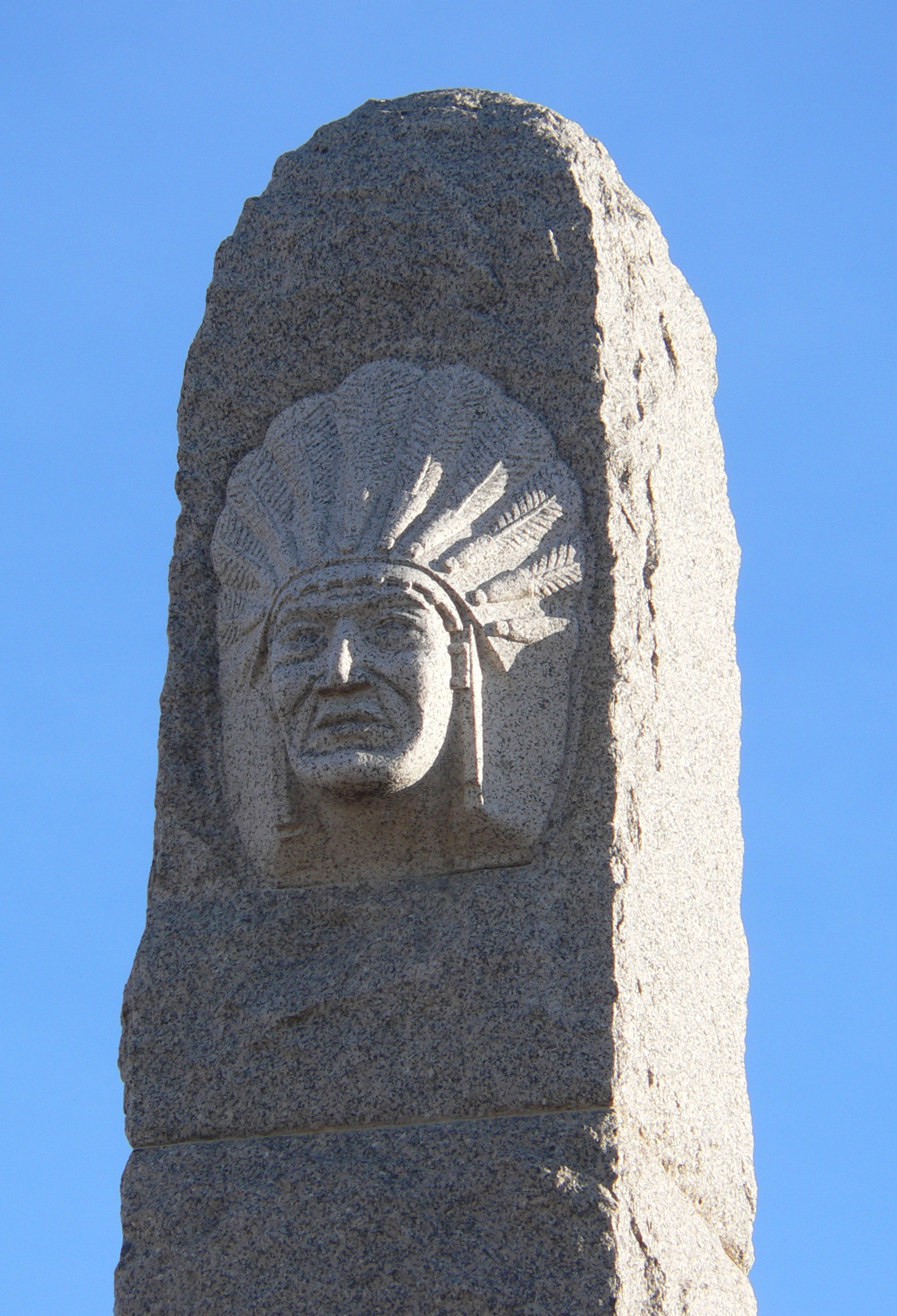
John-Grass-Gesicht auf dem Massacre-Canyon-Denkmal.

Zur Zeit der Geistertanzbewegung und des Massakers am Wounded Knee trat Grass für den Frieden mit den Vereinigten Staaten ein, was ihm den Respekt vieler Hunkpapa-Führer nicht einbrachte. Häuptling White Bull (Sitting Bulls Minneconjou- und Hunkpapa-Neffe) beschrieb Grass als „[e]in[en] gute[n] Schwätzer ... kein Denker oder kluger Mann ... konnte immer ja sagen, aber nie nein.“